# Football americano
Il football americano (in inglese American football, negli Stati Uniti football e per gli anglofoni, fuori dal Nordamerica, gridiron football) è uno sport di squadra ideato negli Stati Uniti, nazione nella quale è l'attività agonistica più popolare e seguita dagli anni settanta del XX secolo. Infatti, secondo una ricerca, la National Football League risultava essere, nel 2013, il campionato professionistico con il più alto numero di presenze negli stadi al mondo: la media calcolata era di 67 591 spettatori a partita.
Derivato dal rugby, di cui all'origine ereditò parte delle regole e da cui differisce in diversi aspetti del gioco, il football americano, rispetto alla disciplina di provenienza, prevede varie protezioni per evitare i danni causati ai suoi praticanti dagli urti contro gli avversari e il terreno del campo di gioco.

## Caratteristiche

Il campo da gioco

Le partite vengono disputate da due squadre composte da undici giocatori con un numero pressoché illimitato di cambi di giocatori a causa dei tanti ruoli presenti, dal quarterback al running back, e hanno una durata di 60 minuti di tempo semi effettivo suddivisi in quattro tempi da 15' e con un intervallo di 15' fra il secondo e terzo tempo.
Un ruolo importante nell'economia del gioco lo ricopre il quarterback che con i suoi lanci "smarcanti" fornisce passaggi vincenti verso i colleghi diretti a meta, definita touchdown in lingua inglese.
La filosofia di fondo del football americano è quella della conquista del territorio: avanzando a più riprese sulle linee di yards (0,9144 m) posizionate trasversalmente rispetto ai lati lunghi del campo, le squadre cercano di raggiungere il punto di meta situato nella zona avversaria per posizionarvi la palla e mettere a segno così il colpo decisivo del touchdown.
Campionati di questa specialità si svolgono in varie parti del mondo. Negli USA, dove dal 1922 è attiva per i professionisti la National Football League e dal 1906 la NCAA per i campionati universitari, il culmine della stagione, articolata appunto su campionati di lega che promuovono dopo una serie di play-off due squadre finaliste, coincide con l'annuale incontro del Super Bowl che assegna il Vincent Lombardi Trophy. Questa partita, sempre molto attesa, decide qual è la compagine principe della stagione e viene disputata solitamente fra la fine di gennaio e i primi di febbraio.
Oltre la versione con 11 giocatori vi sono anche altre varianti: la più popolare è il football a 8 giocato da professionisti su campi più corti rispetto a quelli del football a 11 e la lega più seguita per 32 anni era la Arena Football League, che veniva giocata in palazzetti dello sport al coperto. Attualmente esistono varie leghe di football a 8: la più importante è la Indoor Football League.
In Canada è diffuso il football canadese, che viene giocato da squadre composte da 12 giocatori: la lega dei professionisti è la Canadian Football League, che disputò il primo campionato nel 1958.
In Europa, il football americano era regolato dalla EFAF (European Federation of American Football) e che organizzava due competizioni: l'Eurobowl e l'EFAF CUP. È stata inoltre presente in Europa la NFL Europe, emanazione della NFL americana, formata al 90% da atleti USA in forza a franchigie NFL e cessata nel 2007. In Italia dopo la FIAF (Federazione Italiana American Football), espulsa per debiti dal CONI nell'ottobre del 2000, emersero due federazioni concorrenti, la FIDAF affiliata al CONI e la NFLI, la quale è stata disciolta nel 2008. Il primo campionato italiano si svolse nel 1980.
In anni recenti notevoli sviluppi e progressi tecnici sta avendo il football americano femminile; il football americano non è disciplina olimpica, ma quest'attività atletica è nel programma dei World Games.

## Storia

### Negli Stati Uniti

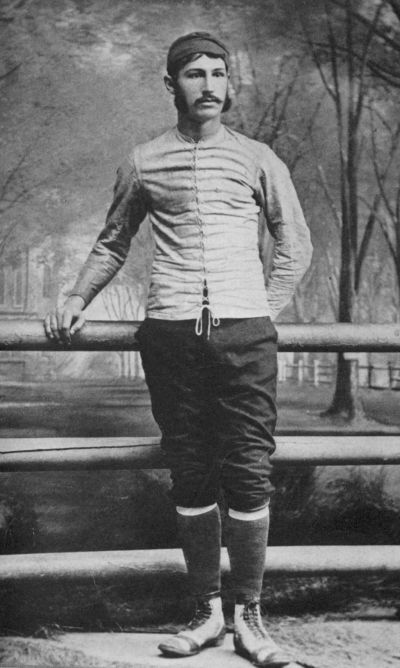
Una fotografia di Walter Camp, il "padre del football americano", scattata nel 1878 quando Camp era capitano della squadra di football di Yale

I tanti britannici emigrati negli Stati Uniti diffusero il rugby a 15 che in progressiva evoluzione, dopo notevole modifica delle regole di gioco, originò il football.
Nel 1861 un primo rudimentale regolamento di football venne adottato da alcune squadre scolastiche e universitarie di Boston e circondario; il 6 novembre 1869 la partita disputata con pallone sferico tra le squadre universitarie di Rutgers e Princeton di 25 giocatori l'una diede inizio a un periodo nel quale il gioco si diffuse molto nelle università; non tutte le squadre adottavano lo stesso regolamento, ma a partire dal 1873 si svolsero riunioni di allenatori e giocatori per studiare l'unificazione del regolamento. Il 14 maggio 1874 a Cambridge (Massachusetts) si svolse una sfida tra due squadre universitarie formate da 11 giocatori l'una, ma con un pallone sferico, poi il giorno successivo ossia 15 maggio 1874 fu disputata altra sfida tra le stesse squadre, che usarono un pallone ovale quindi tale data è considerata come quella che diede inizio alla storia del nuovo sport.
Nel 1880 Walter Camp introdusse la regola dello schieramento ossia linea di scrimmage (scrimmage significa letteralmente "zuffa, mischia") per iniziare ogni azione di gioco e nel 1883 introdusse la regola obbligatoria degli 11 giocatori attivi per ogni squadra nel campo da gioco. Nel 1892 si organizzarono le prime squadre professioniste nelle quali diventò celeberrimo l'amerindo Jim Thorpe, già pluricampione olimpico di atletica e grande giocatore di baseball; nel 1903, con la costruzione dello stadio di Harvard, iniziò l'edificazione dei grandi stadi universitari che tuttora sono tra i più grandi degli Stati Uniti, superando talvolta la capienza di 100 000 spettatori, come lo stadio Michigan di Ann Arbor nel Michigan (Università del Michigan) e il Neyland Stadium di Knoxville nel Tennessee (Università del Tennessee).

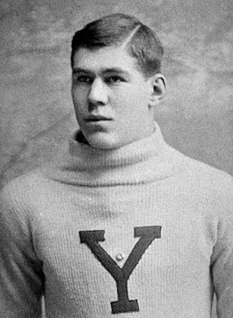
Pudge Heffelfinger, considerato come il primo giocatore professionista

Nel 1905, a causa del regolamento ancora non ben definito, durante le gare morirono 18 atleti e altri 150 restarono feriti: il football fu denunciato da molti rappresentanti del Congresso statunitense e dovette intervenire personalmente il Presidente Theodore Roosevelt, che convocò i dirigenti delle varie organizzazioni per imporre la modifica del regolamento di gioco. Il 12 gennaio 1906 a New York i delegati di 28 università, collegi e accademie militari costituirono un comitato, che poi divenne la National Collegiate Athletic Association, quindi modificarono il regolamento adottando molte nuove regole tra le quali quella principale del passaggio di pallone in avanti, ma non bastò poiché nel 1910 morirono nelle partite ancora altri 11 atleti e si resero necessarie ulteriori modifiche negli anni successivi. Tuttora l'impatto frequente, tra atleti veloci e possenti, procura danni permanenti a molti giocatori professionisti quindi si stanno cercando modifiche al regolamento di gioco.
Nel 1920 Jim Thorpe, che già da giocatore aveva fondato nel 1916 la squadra professionista Cleveland Indians poi denominata Cleveland Tigers, fu il principale artefice della fondazione dell'American Professional Football Association, che nel 1922 diventò National Football League, dirigendola come primo presidente. Nel corso degli anni furono fondate altre leghe, tra le quali American Football League e United States Football League, ma i dirigenti si accordarono per unire le risorse finanziarie e dare sempre maggiore impulso alla NFL come dimostrato dalla fusione AFL-NFL.

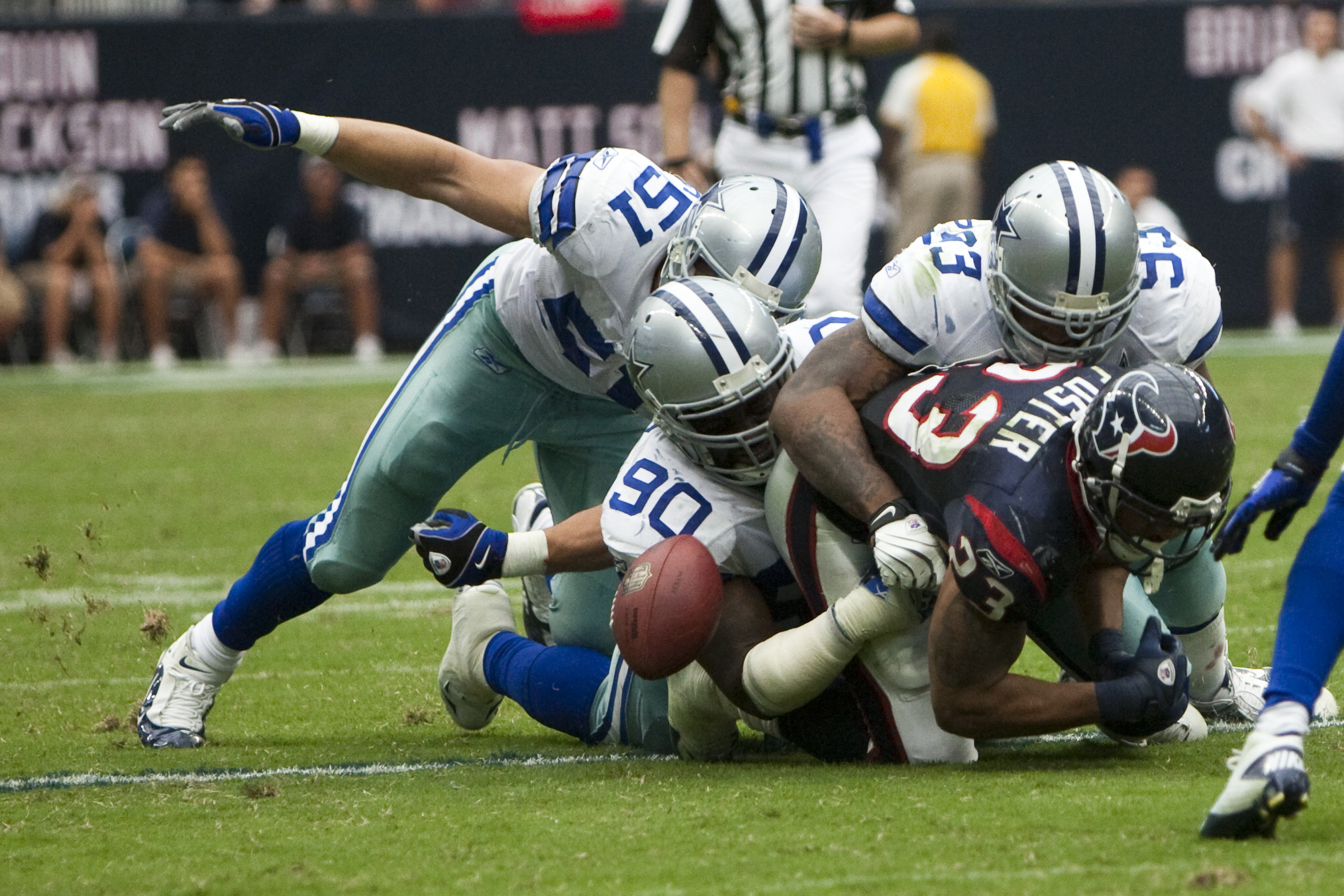
I giocatori difensivi dei Dallas Cowboys costringono gli Houston Texans a correre verso Arian Foster per recuperare il pallone

Dagli anni '70 del XX secolo il football è diventato l'attività atletica più praticata e popolare negli Stati Uniti: fatto significativo poiché in questa nazione sono praticati tutti i giochi e le scuole statali offrono anche ai bambini della scuola primaria la possibilità di praticare le varianti senza tackle ossia touch football e flag football usufruendo di campi, equipaggiamenti e allenatori grazie al programma nazionale del Dipartimento dell'Istruzione degli Stati Uniti, che considera l'atletismo essenziale per la formazione civica e culturale di tutti i cittadini.
Altre leghe di giocatori professionisti furono formate, ma poi chiusero la loro attività. Dal 2007 al 2012 fu attiva la United Football League. Nel febbraio del 2019 prese il via la stagione inaugurale della Alliance of American Football (AAF), una nuova lega professionistica ideata dal regista Charlie Ebersol e dall'ex dirigente di numerose franchigie della NFL Bill Polian. Il 17 aprile 2019, dopo appena due mesi di attività, la AAF dichiarò bancarotta e fu soppressa.
Nel dicembre 2023 la X Football League (2020) e la United States Football League (2022) si sono fuse tra loro per dare inizio alla United Football League (2024), che è stata inaugurata con la sua prima partita disputata in data 30 marzo 2024.
Altre leghe di giocatori professionisti disputano campionati con il regolamento del football a 8 e la American 7s Football League, inaugurata nel 2015, è una lega che applica uno specifico regolamento per squadre composte da sette giocatori attivi in campo senza l'utilizzo delle varie protezioni, compresi i caschi, che servono per difendere il fisico degli atleti durante i contrasti contro gli avversari.
In Europa nel 2020 viene fondata la European League of Football.

### In Italia
In Italia la prima partita di football si svolse a Genova il 27 novembre 1913 quando si affrontarono le squadre della USS Connecticut e della USS Kansas, due delle quattordici navi della Great White Fleet americana temporaneamente attraccate nel porto ligure nel corso di una crociera di esercitazione nel Mar Mediterraneo. La USS Connecticut ebbe la meglio con il punteggio di 17-6.
Dopo quella sporadica apparizione, il football americano tornò in Italia durante la seconda guerra mondiale a Firenze il 1º gennaio 1945 davanti a 25 000 spettatori: il trofeo in palio fu chiamato Spaghetti Bowl e il risultato fu 5º army 20 - 12º air force 0. In realtà già il 23 novembre 1944 si svolse a Bari una partita tra militari statunitensi davanti a 5 000 spettatori: il trofeo in palio fu chiamato Bambino Bowl e il risultato fu Technical School 13 - Playboys 0; si trattò però di touch football, la versione giocata senza le protezioni, né blocchi, né placcaggi. Il football a differenza del baseball, pure diffuso da militari statunitensi nello stesso periodo, non fu subito praticato da un buon numero di squadre a causa del costo elevato dell'equipaggiamento di protezione dei giocatori.
Comunque le poche squadre esistenti, pur non potendosi organizzare per un campionato, giocando periodicamente con le squadre di militari statunitensi delle basi NATO svilupparono la qualità tecnica del loro gioco. Nel 1972 il dirigente sportivo Bruno Beneck, il rugbista già nazionale azzurro Marco Bollesan e alcuni altri fondarono la Federazione Italiana Football Americano ma per diversi problemi il progetto non prese corpo, mentre nel 1979 Bruno Beneck, Gianfranco Calistri e Marcello Loprencipe, uno dei primi giocatori italiani di football, fondarono la Lega Italiana Football; nel 1981 Giovanni Colombo organizzò l'Associazione Italiana Football Americano e successivamente i dirigenti di L.I.F. e AIFA, inizialmente rivali, si accordarono.
Il primo campionato italiano, organizzato dalla L.I.F., si svolse dal 19 luglio al 21 settembre 1980 nello stadio Vince Lombardi di Castel Giorgio, cittadina vicino Terni, (il cui sindaco Giuseppe Calistri si adoperò per la promozione del football americano in Italia) tra le squadre di Gladiatori Roma, Lupi Roma, Diavoli Milano e Tori Torino (tutte squadre di Roma che si diedero nomi di altre città per dare all'evento un "aspetto più ampio").
La prima partita della nazionale di football americano dell'Italia si svolse il 14 giugno 1981 nello stadio Vince Lombardi e il risultato fu Italia 0 - Germania 12; nel 1983 la nazionale azzurra vinse il primo campionato europeo che si disputò nello stadio Vince Lombardi e nel 1987 in Finlandia il "Blu Team" diventò il "Dream Team" andando a vincere un'edizione del campionato europeo agguerritissima. Il "Dream Team" sconfisse inglesi e tedeschi, che contavano tra loro numerosi giocatori con passaporto statunitense, vincendo senza favori del pronostico in un rocambolesco finale all'ultimo secondo. La prestazione dei giocatori di quella nazionale fu riconosciuta dal Presidente della Repubblica l'anno dopo in una cerimonia ufficiale a Roma. Nomi come Ricci, Bottaro, Mutti (P&M), Olivetto s'inserirono nella storia del football italiano con quella impresa non ancora ripetuta.
Nel 1987 Gianantonio Arnoldi diventò presidente dell'AIFA e diede un nuovo assetto ai campionati nazionali, che comprendevano 100 società; inoltre cambiò la denominazione federale da AIFA in FIAF e l'associò al CONI nel 1988. Attualmente l'NFL Italia (NFLI) non regolamenta più i campionati nazionali di football e dopo 5 anni di attività ha fatto posto alla FIDAF (Federazione Italiana di American Football) quest'ultima riconosciuta dal CONI il 17 dicembre 2010.

## Campionato mondiale
Il primo campionato mondiale di football americano, senza i migliori professionisti, si svolse a Palermo dal 24 giugno al 4 luglio 1999: in finale il Giappone s'impose sul Messico 6-0 dopo tempi supplementari. Il secondo campionato mondiale, ancora senza i migliori professionisti, si disputò a Hanau, città tedesca, nel 2003 e in finale, come nella prima edizione, la nazionale giapponese superò quella messicana 34-14.

## Il gioco

### Campo

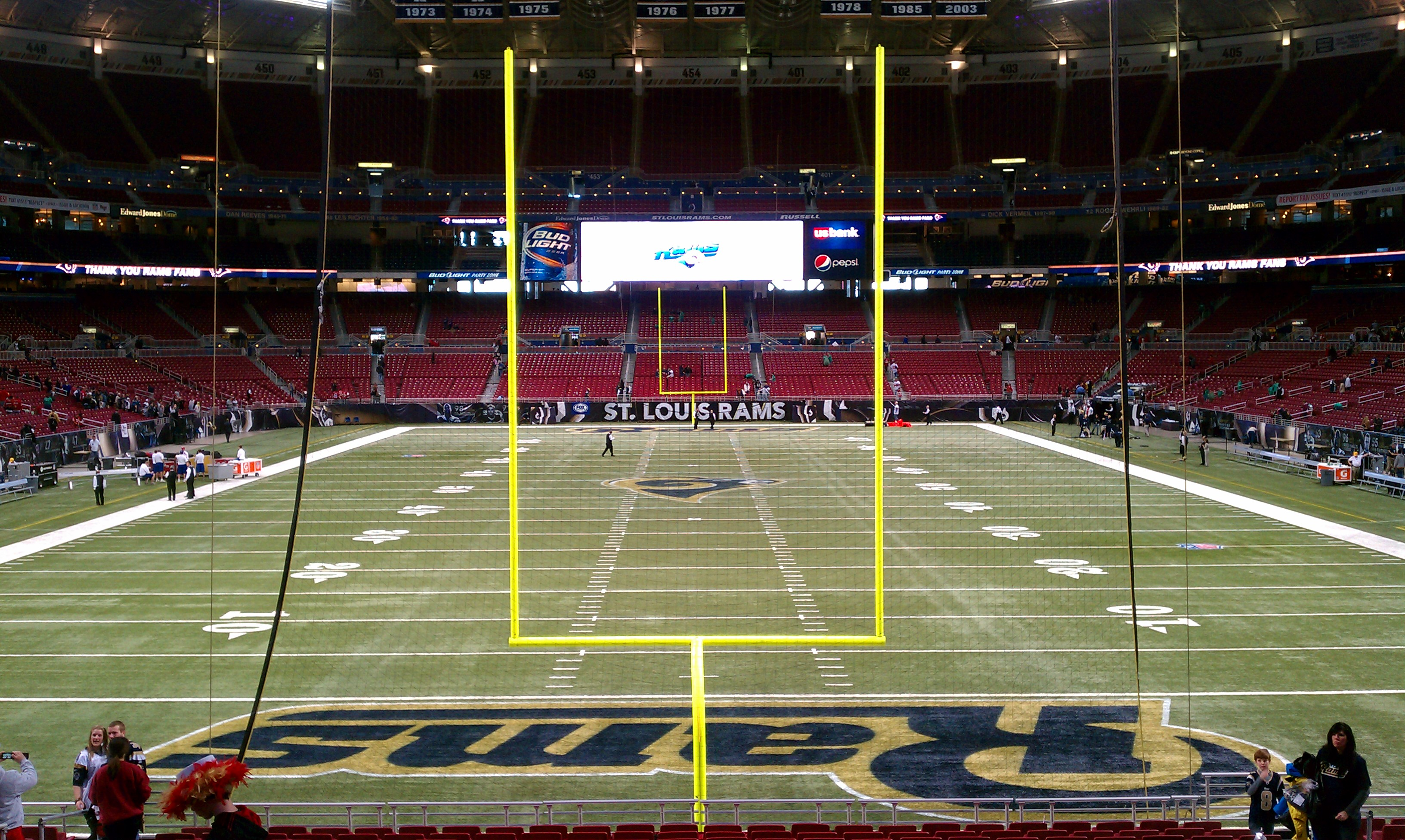
Il campo di gioco. I pali della porta alti e gialli indicano dove deve passare la palla calciata durante un field goal da tre punti o una trasformazione da un punto. L'area rettangolare contrassegnata con il nome della squadra è la end zone.

Il campo di gioco regolamentare è lungo 100 iarde (91,44 m) più le 2 aree di meta (end zone) di 10 yd (9,14 m) ciascuna, per una lunghezza totale di 120 yd (109,73 m), e largo 53 1⁄3 yd (48,77 m); la lunghezza è scandita da una doppia serie di tacche nella parte centrale, chiamate hashmarks. Le misurazioni statistiche delle azioni di gioco, pertanto, sono espresse in yard.
Il fondo può essere sia in erba naturale che sintetica.
Alle due estremità sono situate le due porte, a forma di Y, che servono per i calci piazzati: in tutti i campionati l'altezza dal suolo della traversa della porta è di 10 piedi (3,05 m), mentre lo spazio fra i pali è largo 18 piedi 6 pollici (5,64 m) nella NFL e nella NCAA, e 23 piedi 4 pollici (7,11 m) nel campionato delle high school (la scuola secondaria); l'altezza minima dei pali dall'angolo con la traversa è di 20 piedi (6,1 m).

### Pallone
Il pallone ovale (sferoide prolato), di cuoio o gomma, è più piccolo e affusolato di quello utilizzato nel rugby, con una forma simile alla vesica piscis ed è lungo 28 cm con circonferenza al centro di circa 56 cm; il peso è di circa 425 g. Le minori dimensioni, la forma e la presenza di una cucitura esterna per agevolare la presa delle dita, sono giustificate dal fatto che, contrariamente al rugby, il gioco consente ed anzi incoraggia il passaggio in avanti di precisione che richiede il lancio con una sola mano. In questo modo infatti il quarterback è in grado di applicare al pallone una rotazione (spin) che consente al pallone stesso di compiere una traiettoria stabile con la punta sempre nella direzione del moto, e il pallone, grazie alle punte, penetra meglio l'aria. In alcuni campionati, il pallone regolamentare è provvisto di due strisce bianche verniciate in prossimità delle punte, al fine di evidenziare l'effetto dato nel lancio.

### Giocatori

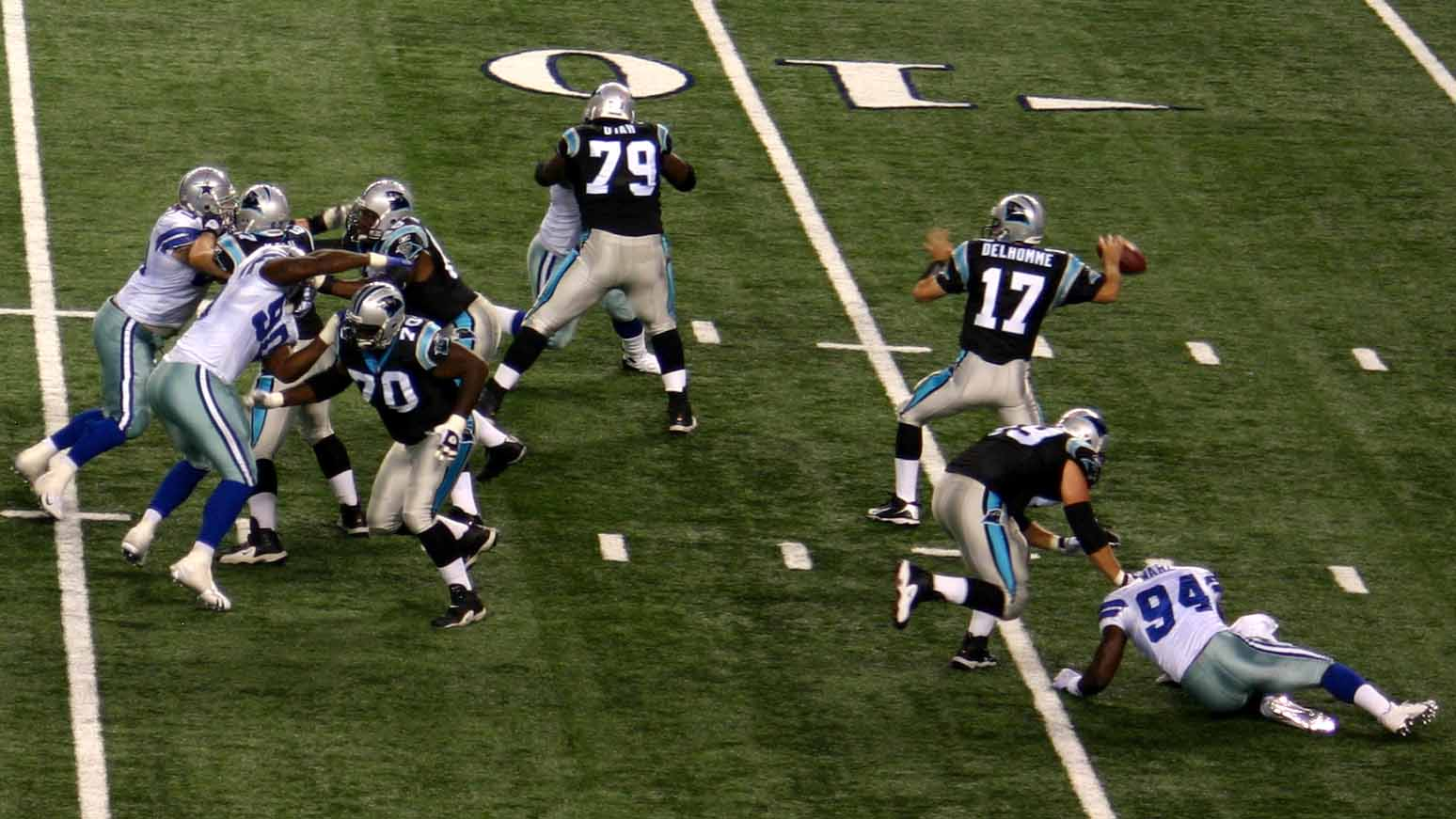
Il quarterback dei Carolina Panthers Jake Delhomme (numero 17) nel tentativo di lanciare un passaggio in avanti

Si gioca in 11 atleti contro altri 11 attivi in campo; le squadre dei campionati professionistici hanno a disposizione, seduti sulle apposite panchine, circa 50 giocatori poiché esistono 3 tipi di squadre per specifiche azioni di gioco, e le riserve: l'offensive team cioè gli attaccanti, il defensive team cioè i difensori, e gli special team cioè le squadre speciali che entrano in campo per i calci (una calcia e poi difende, l'altra riceve e poi attacca).

### Tempo
Una partita è divisa in 4 quarti da 15 minuti di tempo semi-effettivo (la durata dei quarti può variare relativamente alle categorie dei campionati).
Il cronometro viene fermato:
- quando un portatore di palla esce dal campo,
- al cambio di possesso palla,
- quando avviene un passaggio incompleto,
- dopo una penalità,
- quando viene richiesta una sospensione del gioco o time-out
- nel two-minute warning, quando mancano due minuti alla fine del secondo o dell'ultimo quarto.

### Azioni

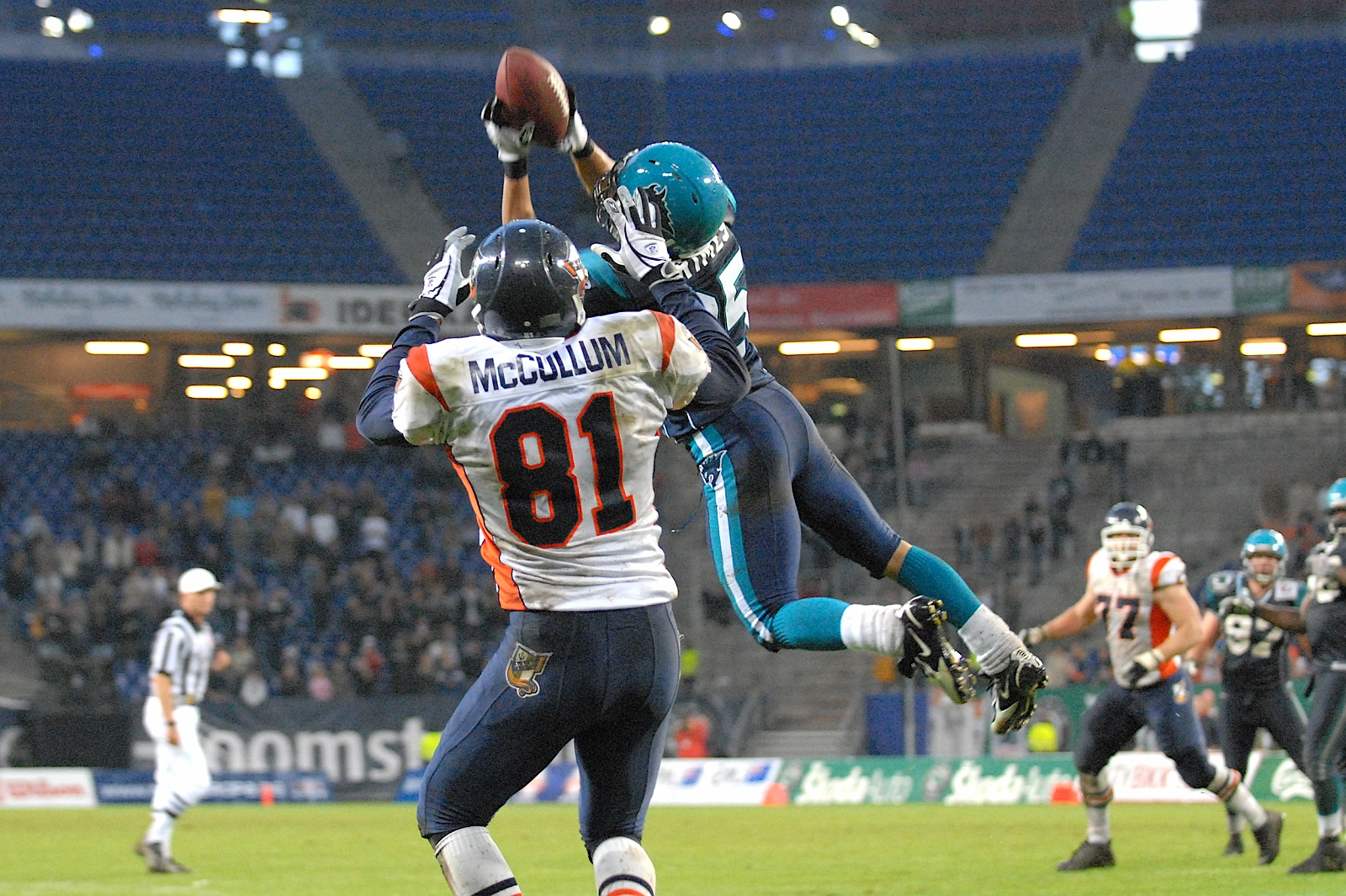
Il cornerback Brent Grimes di Hamburg Sea Devils intercetta un passaggio

Si inizia con un calcio, kick off in lingua inglese, eseguito dalla linea delle proprie 35 yard da una delle due squadre (fino al 2010 era dalle 30 yard ma nel 2011 la posizione del pallone è stata cambiata). Il kick off si ripete all'inizio del secondo tempo, cioè all'inizio del terzo quarto. I compagni del giocatore che esegue il calcio devono essere in posizione arretrata rispetto al pallone, al momento del calcio stesso: quando il pallone calciato ha percorso almeno 10 yard può essere preso e giocato da un qualsiasi atleta della squadra che calcia. Questa limitazione non vale per la squadra ricevente, che può recuperare il pallone in qualsiasi momento dopo il calcio.
Il gioco riprende dal punto in cui il pallone è stato fermato e la squadra che ha conquistato il possesso di palla giocherà in attacco. La squadra attaccante ha 4 tentativi (down in lingua inglese) per avanzare almeno di 10 yard, segnalate a bordo campo da una catena con due pali indicatori all'estremità. Durante ogni down la squadra in attacco può effettuare un solo passaggio in avanti, il quale parta da dietro alla linea di scrimmage (la linea virtuale parallela al lato corto del campo, dov'era posizionata la palla all'inizio dell'azione), mentre può effettuare retropassaggi senza limitazioni.
Per questo motivo la palla viene affidata al regista offensivo, il quarterback, che sceglie se lanciare il pallone in avanti a un ricevitore o affidarlo ad un corridore che penetra di forza in un varco aperto nella difesa avversaria dai suoi compagni di squadra (il cosiddetto rush). Un down termina quando l'arbitro fischia la fine dello stesso ossia nei seguenti casi:
- un passaggio in avanti non viene ricevuto, ossia in caso di passaggio incompleto (incomplete pass in lingua inglese)
- il giocatore che sta portando il pallone è placcato, fermato o esce dalle linee laterali
- il pallone in seguito ad una perdita accidentale (fumble in lingua inglese) esce dal campo

Nel caso in cui la squadra attaccante non riesca a superare le 10 yard dopo avere giocato anche il quarto down, la squadra che difende va in attacco e il gioco riprende nella posizione in cui si trova la palla. Superando le 10 yard si ottiene un "primo down" (first down), cioè il primo di 4 ulteriori tentativi sino al superamento delle successive 10 yard con il pallone, al conseguimento di un touchdown o di un altro genere di segnatura.
La realizzazione di una meta, il touchdown, vale 6 punti e dà diritto a una "conversione" o "trasformazione" (extra point in lingua inglese); questa può essere da 1 punto se il pallone è calciato in mezzo ai pali con i piedi da una linea posta a 3 yard dalla end zone, o da 2 punti se il pallone è portato in meta con una corsa o con un lancio. Quest'ultime possibilità, pur garantendo un punto in più, hanno una minore probabilità di successo della prima (elevatissima); per questo vengono usate tipicamente solo quando il punto aggiuntivo può fare la differenza tra vittoria e pareggio (con conseguente tempo supplementare) o tra sconfitta e pareggio.
Dopo un touchdown si riprende con un calcio (kick off) da parte della squadra che ha segnato. Questo fa sì che la successiva azione di attacco passi alla squadra che ha subito il touchdown.
Altri modi per segnare punti sono:
- realizzare un calcio piazzato da tre punti, field goal in lingua inglese.
- placcare l'avversario in possesso del pallone all'interno della sua area di meta (end zone in lingua inglese), safety, che vale 2 punti.
- calciare un drop, che vale 3 punti (è rarissimo, l'ultimo di cui si ha notizia lo segnò nel 2005 Doug Flutie dei New England Patriots): in questo caso, dopo lo snap, il quarterback anziché lanciare o passare la palla, la lascia cadere a terra e, al rimbalzo, la calcia verso l'area di meta, facendola passare attraverso i pali.

Il calcio di allontanamento, punt in lingua inglese, si esegue generalmente al quarto tentativo di attacco quando, verosimilmente, non si ha la possibilità di raggiungere il primo down ottenendo così di far ripartire in attacco la squadra avversaria da una posizione più arretrata. A ricevere il calcio ci sarà un giocatore della squadra che andrà ad attaccare nelle prossime azioni. Esso può ricevere il pallone e correre verso la end zone a suo rischio e pericolo (dal momento che la squadra del punt avanza per placcare il giocatore o cercare magari di fargli fare un fumble), oppure chiamare un fair catch che consiste nel chiamare una presa al volo della palla, e questo giocatore è autorizzato a farla senza che gli avversari lo possano placcare. Non può correre verso la end zone avversaria e quindi il gioco riprenderà dal punto in cui ha ricevuto il pallone. Se la palla finisce nella end zone l'azione ripartirà dalla venticinquesima yard (touchback).
Prima di ogni azione attacco e difesa si riuniscono in raggruppamenti, detti huddle, quindi il quarterback comunica lo schema da adottare. Le sostituzioni sono illimitate; le vistose protezioni e un severo regolamento, applicato dai ben sette arbitri, annullano la violenza gratuita (ad esempio interferenze vistose nei passaggi o placcaggi illegali o trattenute) stroncandone ogni accenno con penalità, segnalate dagli arbitri lanciando un fazzoletto giallo (yellow flag) a terra, che consistono in perdita di terreno (solitamente 5 o 10 yard e 15 yard per falli personali, che rendono più difficile guadagnare abbastanza terreno per ottenere un first down).
Per comprendere l'essenza di questo gioco si può considerare il motto di alcuni famosi allenatori: "Gli attacchi fanno vendere i biglietti e le difese fanno vincere le partite".

### Le squadre e le posizioni in campo
Una partita di football vede obbligatoriamente in campo le due squadre schierare 11 giocatori ciascuna in campo. Lo schieramento di più giocatori è punibile dagli arbitri con una penalità di 5 iarde per la squadra che ha commesso l'infrazione. Tuttavia, tra la disputa di un down e quello successivo, ogni squadra può sostituire qualsiasi giocatore in campo, arrivando anche a sostituire tutti gli 11 giocatori; se all'origine del gioco il regolamento prevedeva un numero limitato di sostituzioni, a partire dagli anni '40 si decise di rimuovere queste limitazioni, portando alla nascita di quelle che sono delle vere e proprie formazioni specializzate di attacco e difesa, nonché dello special team (che entra in gioco in alcune limitate situazioni, ovvero nei calci di inizio e nei calci piazzati). Ogni lega pone un limite ai giocatori inseribili nel cosiddetto roster, ovvero i giocatori che possono essere schierati in campo ad ogni partita: attualmente nella NFL ogni squadra può avere non più di 53 giocatori.
Ogni giocatore deve avere una divisa di gara con un numero che lo identifica variabile da 1 a 99. Se nella NFL vi sono delle regole che attribuiscono una serie di numeri a seconda del ruolo, nella NCAA non vi è tale limitazione

#### L'attacco

Uno schieramento a inizio azione

Lo scopo dell'attacco (offense) è quello di far avanzare il pallone verso la linea di touchdown avversaria. Nel momento in cui si schierano prima dell'inizio di un down, la formazione d'attacco è obbligata a schierare una cosiddetta formazione "legale", composta di almeno 7 giocatori in "prima linea" (cioè in corrispondenza della linea in cui viene posizionato il pallone, la linea di scrimmage) con una numerazione di maglia da 50 a 79, e di non più di 4 giocatori nel backfield (cioè dietro la linea di scrimmage). I giocatori d'attacco possono schierarsi anche in una posizione a loro non consentita dal loro numero di maglia; tuttavia, prima dello snap, devono comunicare all'arbitro il loro cambio immediatamente, il quale deve comunicarlo alla difesa. A parte il center, a nessun giocatore è consentito schierarsi nella neutral zone o attraversarla prima dello snap che dà avvio al down. Inoltre, i due uomini a fianco del center (solitamente le guardie) non possono compiere alcun movimento prima dello snap.
I giocatori che si schierano nel backfield sono solitamente il quarterback, il running back (conosciuto anche come halfback o tailback) e il fullback. Il quarterback (QB) è il leader dell'attacco chiamando lo schema o modificandolo prima dello snap adattandosi allo schieramento difensivo. Solitamente il QB chiama lo schema (play) nell'huddle prima dello schieramento delle due squadre prima del down. Dopo lo schieramento, il QB riceve la palla dal center (C) per poi lanciarlo, consegnarlo nelle mani di un compagno o correndo lui stesso mantenendone il possesso.
A fianco o dietro del QB si schiera normalmente il running back (RB), o tailback, il cui ruolo principale è quello di ricevere il pallone direttamente nelle mani dal QB e di correre con il pallone nei giochi di corsa (running plays). Nulla vieta comunque che che il RB possa ricevere il pallone da un lancio del QB. In alcune formazioni d'attacco viene schierato anche il fullback (FB), con funzioni principalmente di blocco per favorire le corse del RB data la sua struttura fisica più massiccia rispetto a quest'ultimo (anche per esso nulla vieta che possa ricevere il pallone).
In prossimità della linea di scrimmage si schiera la offensive line (OL), composta di alcuni giocatori che essenzialmente hanno il compito di bloccare (nei running plays) o di proteggere il proprio QB nei giochi di passaggio (passing plays) dalla difesa avversaria. Al comando della OL e al centro della stessa c'è il center (C), il quale si trova in possesso del pallone e dà avvio al down con lo snap, ovvero consegnando il pallone nelle mani del QB facendolo passare sotto le gambe, per poi eseguire i suoi compiti di bloccaggio. Il C ha anche il compito di istruire i suoi compagni di linea su quali accorgimenti mettere in atto una volta visto lo schieramento difensivo. Al suo fianco si posizionano prima le guards (G), poi i tackles (OT).
A concludere la formazione d'attacco ci sono i ricevitori, ovvero i giocatori che hanno principalmente il compito di correre delle "tracce" prestabilite nel play chiamato dal QB, con lo scopo di smarcarsi dai difensori e ricevere al volo il pallone lanciato da quest'ultimo. Tra di essi si differenziano i veri e propri ricevitori, i wide receivers (WR), che normalmente si schierano più distanti rispetto ai propri compagni della OL, e i tight ends (TE), i quali (essendo giocatori più massicci) sono dei ricevitori "ibridi", ovvero possono essere impiegati con funzioni di bloccaggio o di ricezione a seconda dello schema adottato.
Come detto più sopra, una volta osservata la difesa avversaria, il QB può modificare lo schema inizialmente chiamato con dei gesti convenzionali prestabiliti (diventando quasi la normalità a livello NFL): è il cosiddetto audible, a seguito del quale normalmente uno o più giocatori modificano il loro schieramento iniziale. L'unico limite è quello detto più sopra dell'impossibilità per il C e le G di modificare la loro posizione.

#### La difesa

Un diagramma di una tipica formazione pre-snap. L'attacco (rosso) è allineata in una variazione della formazione I, mentre la difesa (blu) è allineata nella difesa 4-3.

Se lo scopo dell'attacco è quello di far avanzare il pallone e segnare uno o più touchdown, lo scopo della difesa è quello di evitare ciò essenzialmente placcando il giocatore portatore di palla, oppure provocando la perdita del pallone da parte di quest'ultimo acquisendone il possesso (il cosiddetto turnover): quest'ultimo può avvenire o intercettando al volo la palla a seguito di un lancio del QB avversario (interception), oppure provocando il fumble (ovvero la perdita di possesso non volontaria del pallone da parte dell'attacco) e conquistandone il possesso.
Per far ciò esiste una gran varietà di schieramenti difensivi, ognuno dei quali comunque prevede lo schieramento di giocatori con alcuni ruoli ben definiti.
Anche per la difesa esiste una linea difensiva, la defensive line (DL), composta a sua volta di defensive ends e defensive tackles. I defensive ends (DE) sono i giocatori che si posizionano nelle posizioni più esterne della DL, mentre i defensive tackles sono i giocatori più interni. Nei running plays i primi cercano di bloccare le corse che passano esterne alla DL, mentre i secondi cercano di bloccare quelle che si infilano tra le maglie prima della OL e poi della DL; nei passing plays, invece, il loro scopo è quello di sfondare la linea d'attacco e di placcare il QB (il cosiddetto sack) prima che questi lanci il pallone verso uno dei suoi ricevitori, nonché quello di impegnare gli avversari della linea opposta in modo da creare varchi nei quali i propri compagni di reparto alle spalle possano infilarsi per attaccare il QB o placcare il RB.
Alle spalle della DL si schierano i linebackers (LB), normalmente a capo dell'intero reparto difensivo chiamandone lo schieramento principale e i vari adattamenti e marcature. Il loro scopo principale è quello di costituire una seconda linea difensiva, placcando i giocatori avversari in possesso del pallone prima che possano questi inoltrarsi nelle zone più profonde della difesa, oppure quello di infilarsi attraverso o a fianco delle due linee per attaccare direttamente il QB avversario. A seconda del loro schieramento, più interno o più esterno, vengono definitivi rispettivamente come middle linebackers (MLB) oppure come outside linebackers (OLB).
L'ultima linea di difesa (definita secondary, oppure defensive backfield) è costituita dai cornerbacks e dalle safeties. I cornerbacks (CB) vengono schierati solitamente nelle posizioni più esterne della difesa in corrispondenza dei WR avversari con il compito di marcarli inseguendoli e tentando in ogni modo di evitare che questi possano ricevere il pallone lanciato dal QB. Le safeties (S) occupano invece posizioni più interne, ma si pongono molto più profondi rispetto ai CB, con lo scopo di essere l'ultima risorsa per bloccare i giochi di passaggio dell'attacco e di placcare le corse avversarie che sono riuscite a penetrare oltre la DL e i LB.

#### Lospecial team
Per tutte le azioni in cui è richiesto un calcio, ogni squadra schiera una formazione apposita, lo special team. La squadra in possesso del pallone ha il compito di tentare un field goal, effettua il punt, ed è deputata a calciare il kickoff, mentre la squadra che non ne ha il possesso tenta di ostacolare lo special team avversario oppure riceve al volo la palla e tenta di guadagnare più iarde possibili per consentire al proprio attacco di partire da una posizione più avanzata nel prosieguo della partita.
Lo special team che viene schierato ogni qual volta si tenta un field goal (o una trasformazione da 2 punti a seguito di un touchdown), prevede alcuni ruoli specifici. Il long snapper (LS) è il giocatore che lancia il pallone verso l'holder, effettuando uno snap piuttosto profondo per dare il tempo necessario al kicker di prendere la sua rincorsa prima del calcio. L'holder (H) riceve il pallone dal LS e lo posiziona per essere calciato dal kicker (K) che, dopo la sua rincorsa, effettua il calcio tentando di mandare il pallone tra i pali.
Per i punt plays esistono altri ruoli specifici. Il punter (P) è colui che calcia la palla ricevuta direttamente dal LS; due upback (UB) si schierano ai lati del campo e svolgono compiti di protezione nei confronti del P; i gunners, al contrario, non svolgono ruoli di copertura, bensì hanno lo scopo di lanciarsi verso la squadra avversaria per bloccare il prima possibile il punt returner (PR, o kick returner, nel caso di un field goal), una volta che quest'ultimo ha ricevuto il pallone al volo calciato dal P.

## Presenza nei media

### Cinema
Il football ha un ruolo importante in trame di molte pellicole: solo negli Stati Uniti oltre 70 film prodotti nel secolo 1914-2014. Tra i titoli più famosi, ricordiamo:
- Horse Feathers - I Fratelli Marx al College, USA, 1932
- L'allenatore del college, USA, 1933
- Il gigante di New York, USA, 1949
- Pelle di rame, USA, 1951: basato sulla vita del grande campione amerindo Jim Thorpe
- Quel fenomeno di mio figlio, USA, 1951
- Non per soldi... ma per denaro, USA, 1966
- Number one, USA, 1969
- La canzone di Brian, USA, 1971
- Quella sporca ultima meta, USA, 1974
- Panico nello stadio, USA, 1976
- Il paradiso può attendere, USA, 1978
- Lo chiamavano Bulldozer, Italia, 1978
- I mastini del Dallas, USA, 1979
- Il ribelle (All the Right Moves), USA, 1983
- Una bionda per i Wildcats, USA, 1986
- Un amore una vita, USA, 1988
- Campioni di guai, USA, 1991
- L'ultimo boy scout, USA, 1991
- The Program, USA, 1993
- Rudy - Il successo di un sogno, USA, 1993: basato su una storia vera
- Piccoli campioni, USA, 1994
- Ace Ventura: l'acchiappanimali, USA, 1994
- Jerry Maguire, USA, 1996
- Waterboy, USA, 1998
- Buffalo '66, USA, 1998
- Ogni maledetta domenica, USA, 1999
- Varsity Blues, USA, 1999
- Le riserve, USA, 2000
- Il sapore della vittoria - Uniti si vince, USA, 2001: basato su una storia vera
- Ciao America, USA, 2002
- Al vertice della tensione, USA, 2002
- The Slaughter Rule, USA, 2002
- Mi chiamano Radio, USA, 2003: basato su una storia vera
- Friday Night Lights, USA, 2004: basato su una storia vera
- L'altra sporca ultima meta, USA, 2005
- Rischio a due, USA, 2005: basato su una storia vera
- Imbattibile, USA, 2006: basato su una storia vera
- We are Marshall, USA, 2006: basato su una storia vera
- Gridiron Gang, USA, 2006: basato su una storia vera
- Boygirl - Questione di... sesso, USA, 2006
- Facing the giants, USA, 2006
- Il peggior allenatore del mondo, USA, 2007
- In amore niente regole, USA, 2008
- Cambio di gioco, USA, 2008
- The Express, USA, 2008: basato su una storia vera
- Una squadra molto speciale, USA, 2008: basato su una storia vera
- Fired Up! - Ragazzi pon pon, USA, 2009
- The Blind Side, USA, 2009: basato su una storia vera
- La vittoria di Luke - The 5th Quarter, USA, 2010: basato su una storia vera
- Il lato positivo - Silver Linings Playbook, USA, 2012
- Draft Day, USA, 2014
- Il tempo di vincere, USA, 2014
- Zona d'ombra, USA, 2015: basato su una storia vera
- Le ali tarpate, USA, 2015: basato su una storia vera
- Brian Banks - La partita della vita, USA, 2018: basato su una storia vera del giocatore Brian Banks
- Home Team, USA, 2022: basato su una storia vera

### Televisione

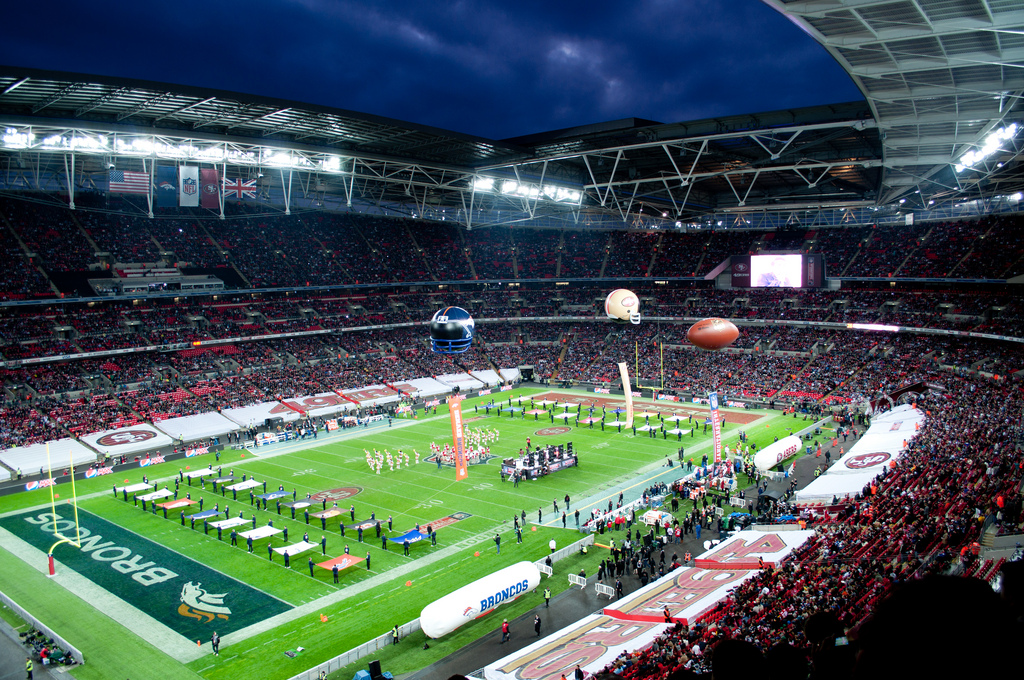
Cerimonia di apertura delle NFL International Series 2010 allo stadio di Wembley a Londra

In USA il football è lo sport più trasmesso per due motivi fondamentali: è il più seguìto quindi garantisce un notevole introito dagli inserzionisti pubblicitari (il movimento di affari si calcola in miliardi di dollari); inoltre, essendo un gioco "esplosivo" caratterizzato da azioni brevi e veloci separate da periodi più o meno lunghi di pausa con il cronometro bloccato, si presta meglio di altri all'inserzione di un gran numero di brevi video pubblicitari durante le pause di gioco. Da ormai molti anni la finale NFL si conferma la trasmissione annuale più seguita negli Stati Uniti.
In Italia nel 1981 Canale 5 fu la prima emittente a trasmettere in diretta una partita di NFL presentata da Mike Bongiorno e commentata da Marco Lucchini; Guido Bagatta fu poi il telecronista nel commentare tutte le altre partite, compresi 10 Super Bowl in diretta.
Per la televisione sono stati prodotti numerosi film e serie a episodi; di football si sono occupati anche i manga e gli anime con la serie Eyeshield 21. Il Super Robot Diapolon, protagonista della serie anime UFO Diapolon - Guerriero spaziale (1976), è modellato sulla figura del giocatore di football americano e utilizza un'arma a guida di pallone ovale. Il robot stesso, in sostanza, è una sorta di corazza cibernetica che protegge il "pilota" ingigantito al suo interno.
Ricordiamo anche le serie:
- Friday Night Lights (serie televisiva)
- Blue Mountain State
- Last chance U (serie televisiva originale Netflix)

film:
- La canzone di Brian, USA, 1971: ispirato da una storia vera
- Brian's Song - L'Ultima Corsa, USA, 2001: rifacimento del precedente
- Terapia d'urto, ispirata da una storia vera
- Ballers, serie televisiva ispirata alla vita quotidiana dei giocatori di football americano
- Il caso Sam, USA, 2014: di genere poliziesco, ha per protagonista la cheerleader Sam, che subisce violenza sessuale da suoi coetanei liceali, che giocano a football in un campionato scolastico
- Amore in panchina, USA, 2016
- All American, USA, 2018: ispirata da una storia vera

## Varianti
Questo sport deriva dal rugby e ha dato origine a una serie di varianti, che sono praticate con lo stesso tipo di pallone e prevedono la regola principale ossia il passaggio di pallone in avanti.
- Football canadese
- College football
- Football scolastico negli Stati Uniti d'America
- Football a 9
- Football a 8
- Football a 6
- Football a 5
- Sprint football
- Flag football
- Touch football